# Rue Adolphe-Wurtz
La rue Adolphe-Wurtz est une rue de la ville de Strasbourg, en France.

## Situation et accès
La rue est située dans le quartier de la Krutenau, qui est englobé dans le quartier Bourse - Esplanade - Krutenau
D'une longueur de 130 m, elle débute au niveau de la rue Fritz. Elle adopte un tracé orienté vers le nord et se termine rue des Poules.
La rue est à sens unique sur l'ensemble de son tracé.
Transports
L'arrêt Krutenau de la ligne de bus 30 se trouve à environ 200 m à pied.

## Origine du nom

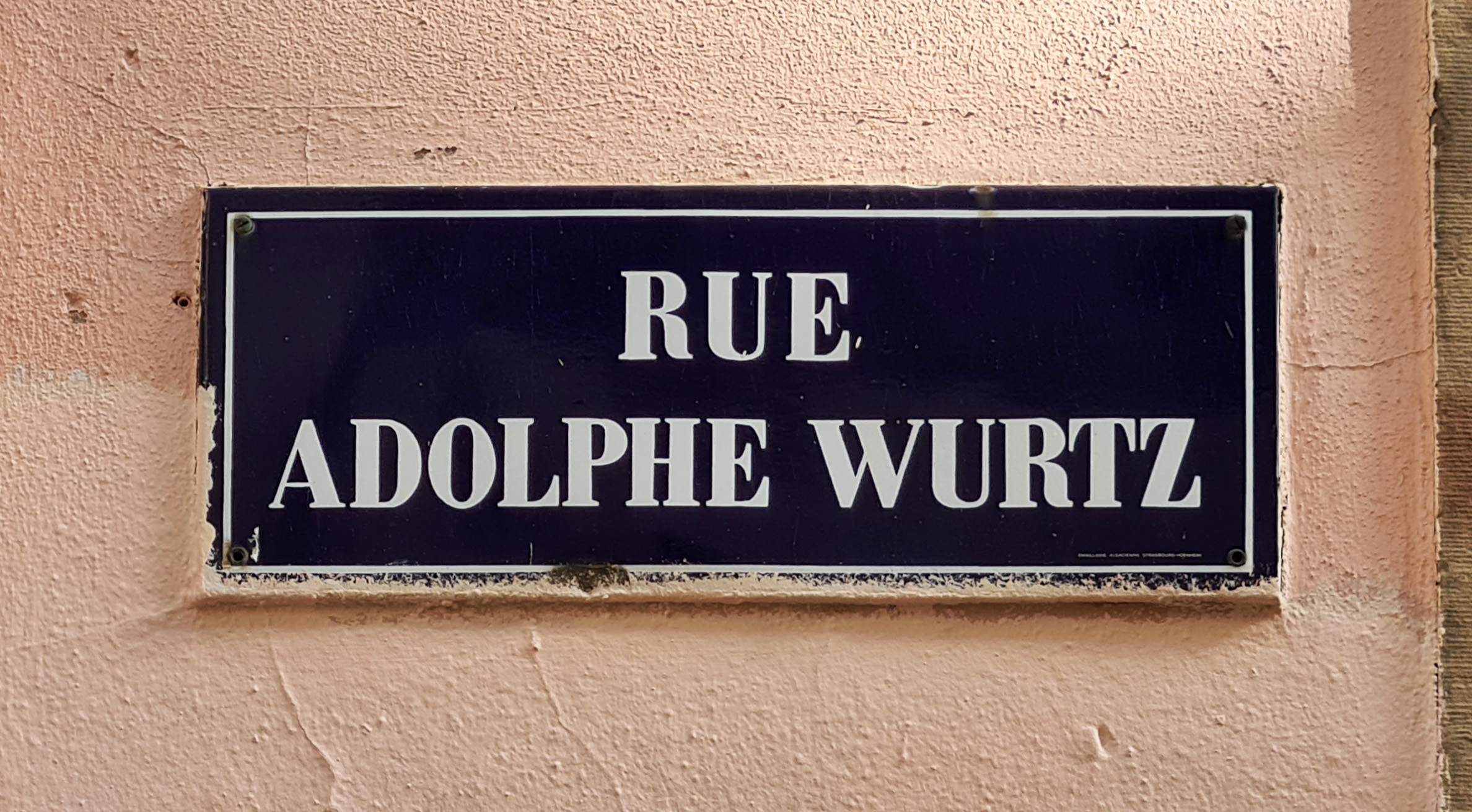
Plaque.

La rue est ainsi nommé en hommage à Charles Adolphe Wurtz (né à Strasbourg le 26 novembre 1817 et mort à Paris le 12 mai 1884), médecin et chimiste français d'origine alsacienne. Il fut doyen de la Faculté de médecine de Paris, professeur au Collège de France et membre de l'Académie de Médecine.